# Яворницкий, Дмитрий Иванович
Дмитрий Иванович Яворницкий (также Эварницкий; укр. Дмитро́ Іва́нович Яворни́цький, 27 октября (8 ноября) 1855, село Солнцевка, Харьковский уезд, Харьковская губерния, Российская империя — 5 августа 1940, Днепропетровск, СССР) — украинский историк-украиновед, краевед, археолог, этнограф, фольклорист, лексикограф, писатель, знаток истории Запорожского казачества.
Член-корреспондент Московского археологического общества (1885), действительный член Императорского Русского археологического общества (1886), Академик АН УССР (1929), один из крупнейших исследователей истории Запорожского казачества.
В 1917 году на один день (с 21 на 22 мая) был назначен председателем Екатеринославского украинского губернского съезда Центральной Рады УНР.
Близкий друг Н. И. Костомарова, И. Е. Репина, Д. И. Багалея, Д. Л. Мордовцева, М. О. Микешина и др.

## Биография
Сын сельского дьякона Ивана Якимовича Эварницкого (1827—1885), выходца из слободских казаков, и крестьянки Анны Матвеевны Терновской (1830—1916). Род Яворницких (Эварницких), согласно исследованиям Дмитрия Ивановича, восходил к галичанам. Дмитрию Ивановичу удалось выяснить, что изначально фамилия его предков по мужской линии была Яворницкий, то есть из города Явор в Галиции. После Февральской революции он восстановил исконную транскрипцию. Однако большая часть научных трудов Дмитрия Ивановича была написана и опубликована до 1917 года, под фамилией Эварницкий. Под ней же фигурирует учёный и в 3-м томе «Казачьего Словаря-Справочника» (Сан-Ансельмо, США, 1970). Предки Дмитрия Ивановича, согласно его работе «По следам запорожцев», были православными шляхтичами из Речи Посполитой, бежавшими в Россию из-за гонений. Поселившись в Слободском крае часть Яворницких стала мещанами, часть вступила в духовное звание. Один из его предков, Роман Любицкий в 1713 году занимал должность Бишкинского сотника Изюмского полка[уточнить]. Дед историка — Яким Фёдорович Эварницкий — зажиточный помещик, владел собственным хутором в Змиевском уезде Харьковского наместничества.
С 1867 года учился в Харьковском уездном училище. В 1874 году поступил в Харьковскую духовную семинарию. С 1877 по 1881 годы Дмитрий Яворницкий учился в Харьковском Императорском университете. Среди лекторов университета Яворницкому довелось услышать Н. Ф. Сумцова и А. А. Потебню.
Как сообщали Харьковские губернские ведомости 20 мая 1884 г., Д. И. Яворицкий вместе с художником С. И. Васильковским и фотографом А. М. Иваницким совершили поездку «по запорожским пепелищам» — местам бывших владений запорожских казаков.
В 1880-е годы Яворницкий проводил раскопки на Днепровских порогах. В письме Ф. Г. Лебединцеву в 1884 году Яворницкий писал о результатах своих поисков: «от первого до последнего, в лодке, причём едва не поплатился и жизнию… Не забудьте, что я лажу в Запорожье уже три года подряд, что я производил там раскопки, вскрыл 24 могилы, нашёл в них много разных вещей, видел много разных запорожских портретов, выкопал запорожца с усами, трубкой и пр.» Благодаря открытиям Яворницкий был оставлен на кафедре. В харьковский период Яворницкий ездил с лекциями по истории казачества в Екатеринослав, Полтаву, Чернигов, Херсон, Москву, Санкт-Петербург.
В 1885 году Яворницкий был отстранён от работы в Харьковском университете как украинофил по подозрению в деле о южнорусском сепаратизме. Яворницкий обвинения отрицал: «И не думал и не думаю быть сепаратистом, — Люблю клочок земли! Люблю потому, что не нахожу нигде другого утешения, люблю потому, что там есть широкий простор для моей раздольной натуры, люблю потому, что в чистых речных водах своей Украйны вижу печальный образ своей особы. Эх, знали бы люди, как тяжело мне жить на свете! Одно утешение — броситься в степь, углубиться в дни давно прошедшего времени… Так разве это сепаратизм?». По итогам следствия был оправдан.

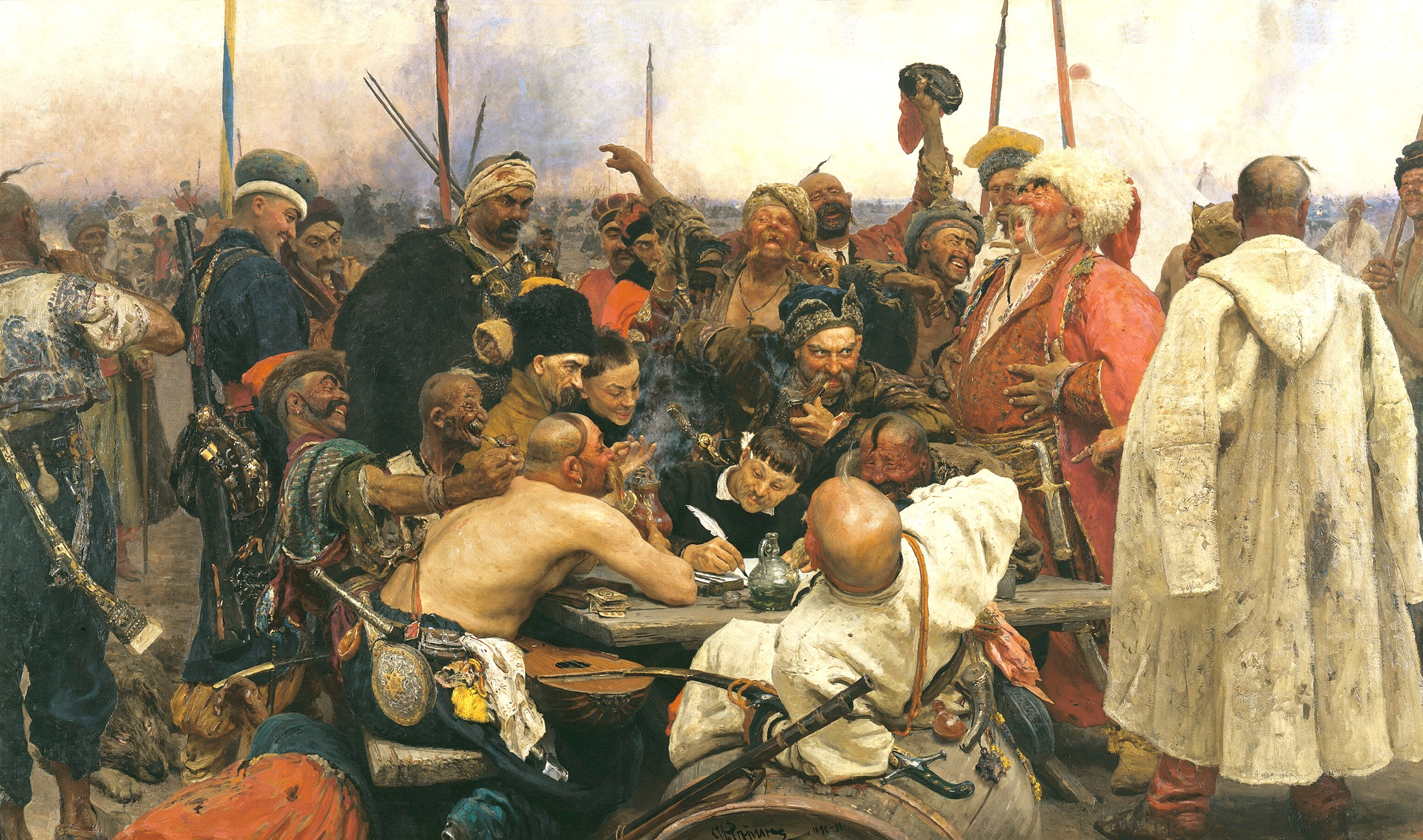
И. Е. Репин. «Запорожцы пишут письмо турецкому султану». Для писаря в центре картины позировал Яворницкий

В 1885 году Яворницкий переехал в Санкт-Петербург, где читал лекции в гимназии и на Педагогических курсах. В Северной столице Дмитрий Иванович знакомится с И. Е. Репиным, А. Сластёном, Д. Л. Мордовцевым, М. О. Микешиным, пишет ряд статей по истории Запорожья, предисловие к поэме Т. Г. Шевченко, «Гайдамаки» (которая вышла тогда в русском переводе, с иллюстрациями А. Сластёна). В том же году Яворницкий стал членом Археологического Общества. По совету Яворницкого, Илья Репин приступил к работе над картиной «Запорожцы пишут письмо турецкому султану». Яворницкий же вдохновил Николая Лысенко на создание оперы «Тарас Бульба».
Преподавал в Петербургском университете. Вновь по подозрению в участии в украинском националистическом движении Д. И. Яворницкий в 1891 г. был уволен с работы и лишён права преподавать в учебных заведениях.
В апреле 1892 года он был вынужден поехать в 3-летнюю командировку в Среднюю Азию (сначала жил в Ташкенте, потом в Самарканде), где занимал должность чиновника по особым поручениям. Учёный должен был исследовать этот край и его исторические достопримечательности. В 1893 г. увидел свет «Путеводитель по Средней Азии от Баку до Ташкента в археологическом и историческом отношениях», за который Д. Яворницкий был награждён орденом Станислава 3-й степени и орденом Бухарской Золотой Звезды (в 1894 г.), а также получил чин коллежского асессора.
В апреле 1895 года по завершении срока среднеазиатской командировки Дмитрий Иванович переехал в Варшаву, где в 1895—1896 годах читал лекции по русской истории в Варшавском университете.
В 1896—1905 годах продолжил преподавательскую работу в Московском университете, где также читал лекции по русской истории.
В конце 1901 года Яворницкий защитил магистерскую диссертацию на историко-филологическом факультете Казанского университета. На защиту учёный представлял 2-е издание 1-го тома своей фундаментальной монографии «История запорожских казаков», изданную в Москве в 1900 году.
В 1902 году, по приглашению Екатеринославского губернского земства, Яворницкий занял место заведующего Екатеринославским историческим музеем (ныне Днепропетровский национальный исторический музей им. академика Д. И. Яворницкого), который основал предприниматель и меценат А. Н. Поль, потомок гетмана-мученика П. Л. Полуботка. Ровно 30 лет своей жизни отдал Дмитрий Иванович этому музею, систематизировал и значительно пополнил его коллекции. Им было открыто множество предметов казачьей старины.
В 1914 году Яворницкий активно участвовал в сборе средств в помощь раненым, беженцам и сиротам.
В 1915 году Николай II, во время своей поездки по Югу России, лично посетил Музей имени Поля. Гидом был профессор Яворницкий. В книге отзывов Николай II оставил сочувственную запись.
Во время Гражданской войны в 1918—1920 годах Яворницкий преподавал в существовавшем тогда Екатеринославском университете, где создал кафедру украиноведения. В 1917 году был председателем Екатеринославского украинского губернского съезда Центральной Рады УНР. Ради спасения уникальных собраний, опасаясь за их судьбу, учёный отказался эмигрировать в 1919 году.
В 1920—1933 годах Яворницкий был преподавателем Екатеринославского (Днепропетровского) Института народного образования, где в 1925—1929 годах возглавлял кафедру украиноведения.
В 1925 году был избран членом-корреспондентом ВУАН. В 1927 году был назначен руководителем Днепрогэсовской археологической экспедиции раскопками (пребывал в этой должности до 1932 года).
16 апреля 1929 года Дмитрий Иванович Яворницкий был избран действительным членом АН УССР.
Осенью 1932 года в разгар сталинских репрессий Д. И. Яворницкого обвинили в «украинском буржуазном национализме» и сняли с должности директора Исторического музея. «Эварницкий уволен на пенсию и передал музей новому заведующему-коммунисту» — пишет «Казачий Словарь-Справочник»[уточнить]. На тот момент Яворницкому было уже 78 лет. В последние годы жизни Яворницкому помогали его знакомые и друзья. Вот примечательная цитата из письма Яворницкого академику живописи Н. С. Самокишу (июль 1936 г.): «Многоуважаемый Николай Семёнович! В Ваши края едет на службу в Красную армию молодой врач Д. И. Якимюк. Это добрый казак, которого я хорошо знаю, так как жил у меня два года. Очень прошу Вас, дорогой Николай Семёнович, приласкайте его, как своего сына… Покажите ему шедевры своей кисти…»
В 1937 году, став доктором общественных наук, Яворницкий успел закончить свой труд «История города Екатеринослава», после чего приступил к систематизации богатейшего фольклорного и этнографического материала. Эту работу 5 августа 1940 года прервала неожиданно наступившая смерть.
Могила Яворницкого находится на площади возле стен исторического музея.

## Творчество
Работы Яворницкого носят бытоописательный характер. Яворницкий одним из первых в научном сообществе обратился к комплексному изучению истории Запорожского казачества («История запорожских казаков»), издал большое количество документов. Собрал обширный фольклорный материал (сб. «Малороссийские народные песни, собранные в 1878−1905 гг.», 1906). Яворницкий писал также повести («Наша доля — Божья воля», 1901; «За чужой грех», 1907; «В бурсу! В бурсу! В бурсу!», 1908, и др.), сатирические рассказы, стихи.
Свои исследования Яворницкий базировал на комплексном изучении того или иного исторического явления. Свои исторические исследования он проводил на базе археологии археографии, этнографии, фольклора и языкознания. Он был популяризатором научной археологии, как основы исторической науки. Существенный вклад ученый сделал в становление исторического краеведения. Кроме истории Запорожья, позже Екатеринослава он также написал историю села Фалеевки-Садовой, что на Херсонщине, выдал альбом «украинской старины» и «Днепровские пороги», научно-популярное издание «По следам запорожцев», огромное количество разведок и популяризаторских статей, которые стали основой для нового жанра, что сейчас называют туристической литературой. Эти статьи имели большое значение для популяризации родной истории среди широких масс населения.

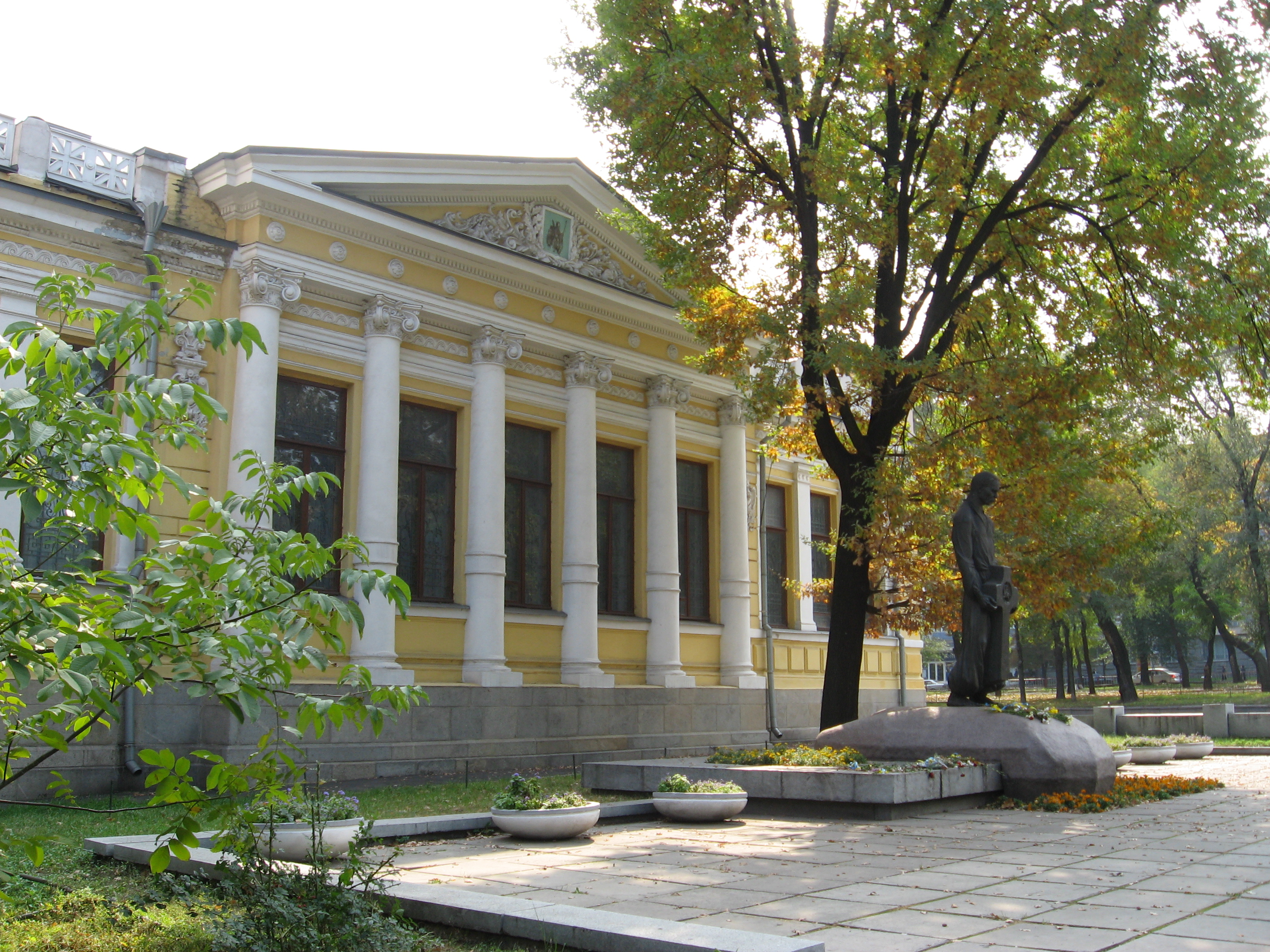
Памятник Д. И. Яворницкому около Днепропетровского национального исторического музея

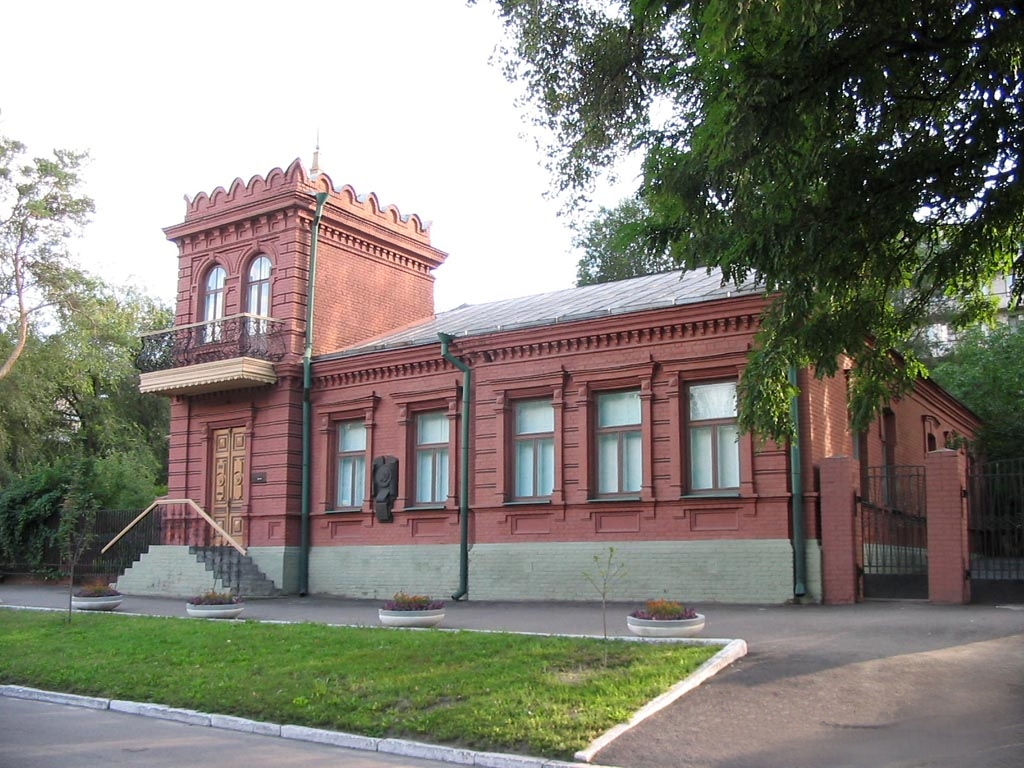
Мемориальный дом-музей академика Дмитрия Яворницкого в Днепре

### Сочинения Яворницкого
- Где девались запорожские восковые клейноды? // Исторический вестник — СПб., 1889. — Т. 38. — № 11. — С. 394—403.
- Днепровские пороги[16].
- До історії степової України. — 1929.
- Запорожье в остатках старины и преданиях народа. Том 1. Том 2.
- Іван Дмитрович Сірко, славний кошовий отаман війська запорозьких низових козаків.[17]
- История города Екатеринослава. 1936 год.
  - Яворницкий Д. И. История города Екатеринослава. − 2-е изд., доп. — Днепропетровск: Січ, 1996. — 277 с.: ил. — Текст на рус., англ. и нем. яз.; на укр. яз.
- История запорожских казаков. Том 1. Том 2. Том 3.
- Вольности запорожских козаков. — 1898
- Из украинской старины. — 1900
- Источники для истории запорожских козаков. — 1908. Том I. Том II.
- Последний кошевой атаман Петр Иванович Калнишевский. — Новочеркасск: тип. А. А. Карасева, 1887. — 15 с.
- Как в старину переделывали старых людей в молодые (Народное предание). // Исторический вестник — СПб., 1888. — Т. 33. — № 8. — С. 374—379.
- Каменныя бабы // Исторический вестник. — СПб., 1890. — Т. 41. — С.184—194.
- К вопросу о числе, порядке и топографии 3апорожских Сечей по новым архивным данным. // доклад на XI Археологическом Съезде, Киев, Заседание от 7 августa 1899.
- Переправа через Днепровские пороги // Исторический вестник — СПб., 1888. — Т. 31. — № 1. — С. 187—200.
- Самарканд // Московские Ведомости — N 274, 1892.
- Скифская жертвенная чаша // Исторический вестник — СПб., 1889. — Т. 35. — № 3. — С. 720—722.
- Церковные памятники Запорожья // Исторический вестник — СПб., 1893. — Т. 52. — № 6. — С. 770—782.
- По следам запорожцев: очерки и рассказы. — СПб. :Типо-лит. и Фотот. П. И. Бабкина, 1898. — 324 с.
- Как побеждали запорожцы мусульман. — СПб.: Типо-лит. М. П. Фроловой, 1902. — 32 с.
- Две поездки в запорожскую Сечь Яценка-Зеленского, монаха Полтавского монастыря, в 1750—1751 г. — Екатеринослав, 1915. — 104 с.

## Семья
Дмитрий Иванович Яворницкий был дважды женат. Первый раз — на учительнице музыки Варваре Петровне Кокиной, с которой познакомился в Харькове (развелись в 1884 году).
В 1918 году женился на учительнице Серафиме Дмитриевне Буряковой (1879—1943); уроженка Екатеринослава окончила Киево-Подольскую женскую гимназию, затем — педагогические курсы при Фундуклеевской женской гимназии (1898); в 1917 году посещала курсы для подготовки учителей начальных училищ при Екатеринославском педагогическом институте; в 1924 году работала в разных школах Екатеринослава: заведовала 3-м женским училищем, 22-й трудовой школой. После смерти мужа стала инициатором создания мемориального дома-музея Д. И. Яворницкого.

## Память
- 11 октября 1940 года указом Президиума ВС УССР, Днепропетровскому историческому музею было присвоено имя его первого директора — академика Д. И. Яворницкого[5].
- В официальном заключении на книгу «Украинская культура» (под ред. К. Гуслистого, С. Маслова, М. Рыльского) от 18 августа 1947 г., Дмитрий Яворницкий был, наряду с Николаем Сумцовым, Борисом Гринченко, Хведиром (Фёдором) Вовком, Дмитрием Багалеем (Багалием, Баголием) и многими другими учеными, наречён «буржуазным деятелем украинской культуры с националистическими, антинаучными взглядами»[18]. Предположительно, после и вследствие сего, Днепропетровский исторический музей был лишён имени Яворницкого.
- В 1961 году останки Яворницкого были перенесены с Днепропетровского городского кладбища на территорию Днепропетровского исторического музея. Указом Президиума Верховного Совета УССР музею возвращено имя Д. И. Яворницкого.
- В 1995 году на могиле Яворницкого на площади у стен исторического музея в Днепропетровске был установлен памятник по проекту скульптора В. Р. Наконечного и архитектора В. И. Мирошниченко[13].
- В 2005 году была выпущена памятная монета Украины, посвящённая Яворницкому[19].
- Также были выпущены украинские почтовая марка и конверт, посвящённые писателю.
- В 2005 году именем Яворницкого была названа улица в Днепропетровске[20]. B феврале 2016 года в Днепропетровске центральный проспект Карла Маркса был переименован в проспект Дмитрия Яворницкого[21].
- Решением Верховной Рады Украины от 19 сентября 2024 года посёлок Илларионово в Синельниковском районе Днепропетровской области был переименован в Яворницкое[22]

## Галерея

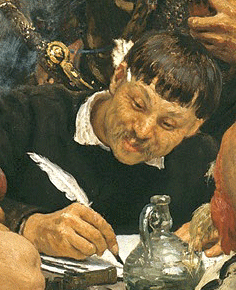
Портрет Д. И. Яворницкого на картине И. Е. Репина «Запорожцы пишут письмо турецкому султану» (в облике писаря), основная версия, 1891 год, (молодой Яворницкий)
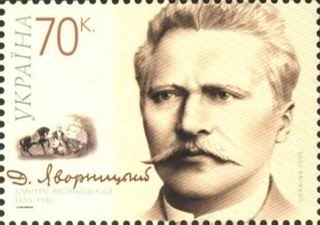
Почтовая марка Украины
Почтовый конверт Украины
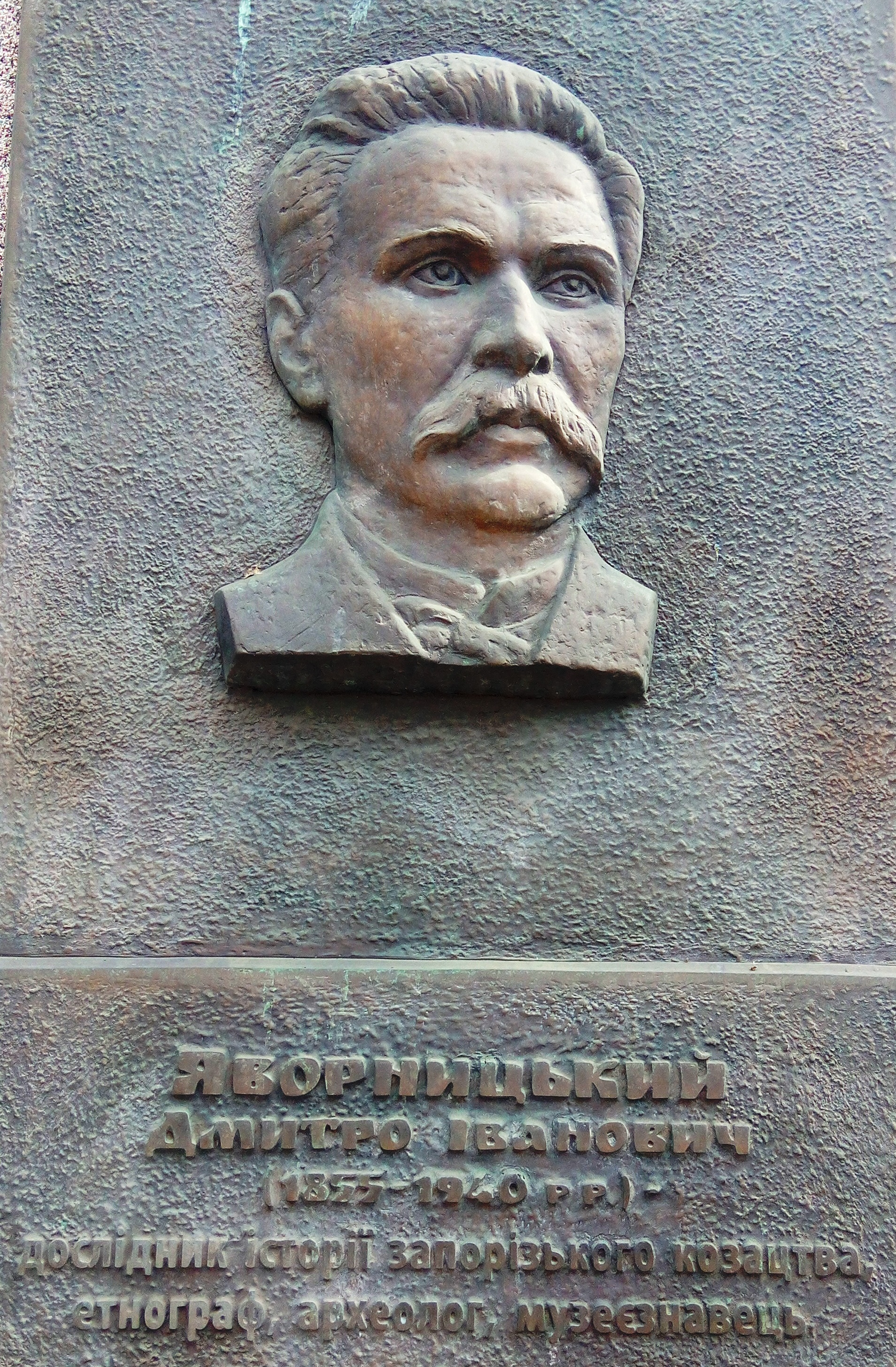
Бронзовый барельеф Дмитрию Яворницкому на площади 80-летия Днепропетровщины
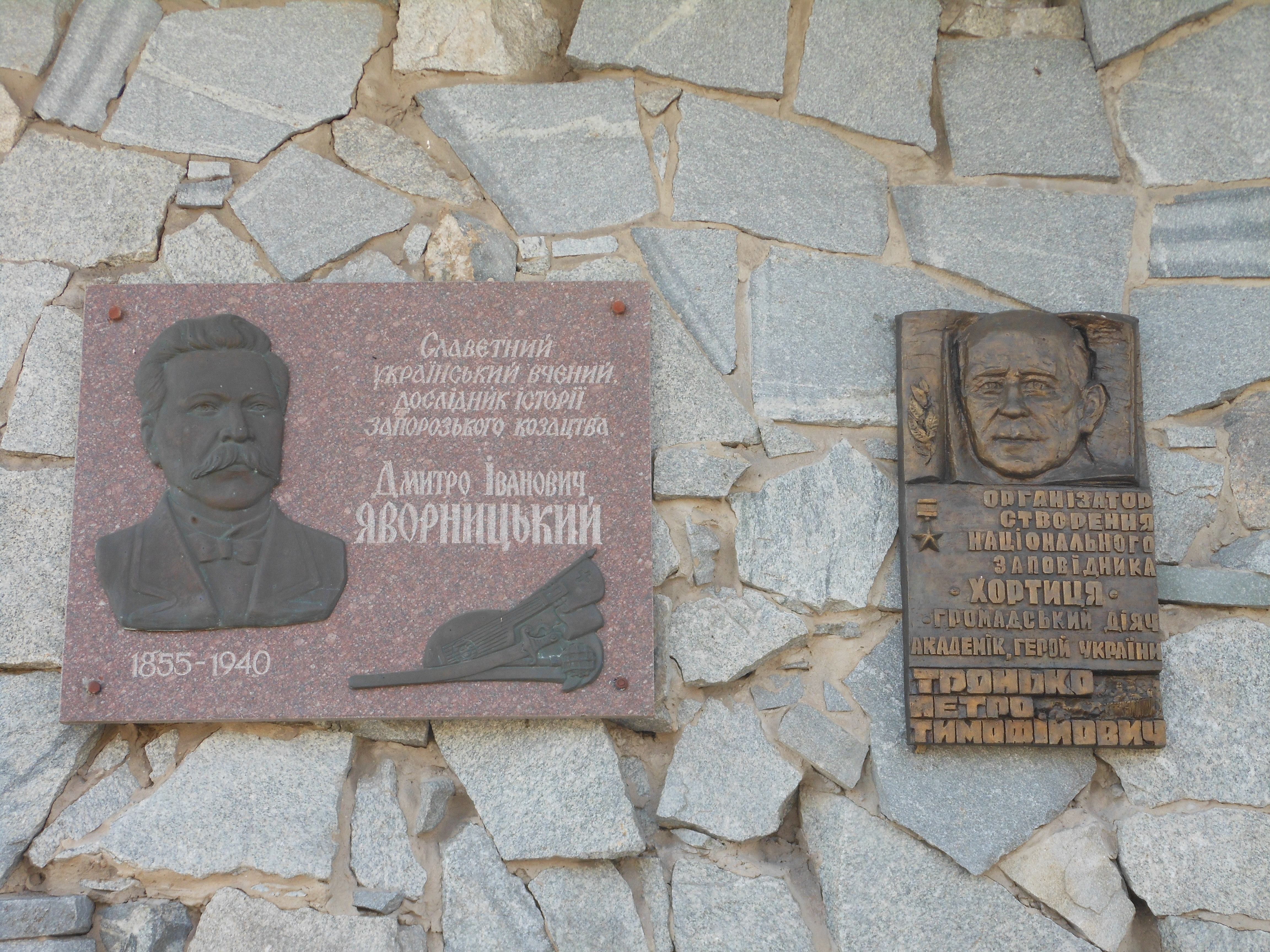
Памятная табличка на стене Музея истории запорожского казачества на острове Хортица
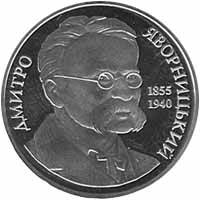
Монета номиналом 2 гривны Нацбанка Украины (2005)